# 卡羅爾頓 (德克薩斯州)

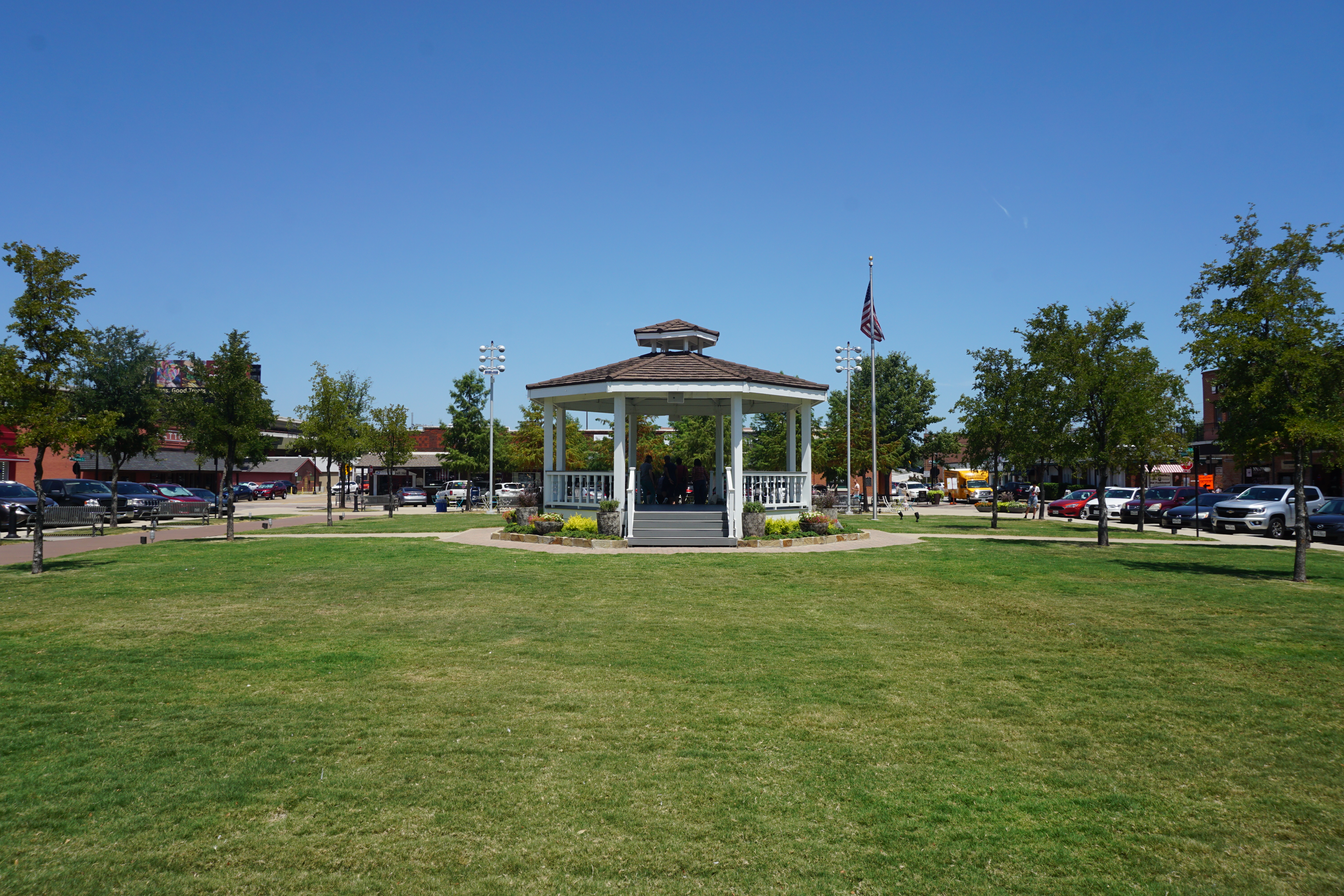

卡羅爾頓 （英語：Carrollton, Texas）是美國德克薩斯州東北部的一個城市，屬達拉斯縣、科林縣和登頓縣。面積94.9平方公里。根据美国2020年人口普查，其人口為133,434人，这使其成为了得克萨斯州人口数量第23的城市。
卡羅爾頓于1878年5月16日定名，相傳是紀念殖民者的家鄉、伊利諾伊州的卡羅爾頓。1913年6月14日設市。